# 4ª Divisione fanteria "Livorno"
La 4ª Divisione fanteria "Livorno" fu una grande unità del Regio Esercito durante la seconda guerra mondiale.
Si trattava di una divisione di fanteria da montagna che combatté e venne quasi totalmente distrutta in Sicilia nel luglio 1943.

## Storia

### Origini e costituzione dell'unità
Le origini della divisione provengono dalla brigata Livorno costituita nel 1860 e sciolta nel 1871.

### La seconda guerra mondiale
Il 10 giugno 1940, all'entrata in guerra contro la Francia, la divisione è schierata con i suoi reparti lungo la frontiera occidentale. Successivamente nel 1942 viene scelta per un addestramento finalizzato allo sbarco anfibio a Malta, la operazione C3. In conseguenza dell'annullamento dello sbarco viene destinata alla Tunisia ma vista l'evoluzione degli eventi bellici viene inviata in Sicilia a rafforzare il dispositivo bellico, inquadrata nella 6ª Armata. Coinvolta nella battaglia di Gela, combatté valorosamente. Negli scontri tra morti feriti e prigionieri perderà buona parte dei suoi 13000 effettivi, dei quali solo 4000 verranno evacuati attraverso lo Stretto di Messina arrivando a Cuneo per essere riorganizzata. In fase di ricostituzione verrà disciolta dopo l'8 settembre 1943.

## Ordine di battaglia
La 4ª Divisione di Fanteria era così composta:
Dalla creazione al 1943:
- Comandante la fanteria divisionale generale di brigata Gino Ficalbi (dal 1º gennaio 1942 al 31 marzo 1943)
- Comandante la fanteria divisionale generale di brigata Ilo Giacomo Perugini (dal 1º aprile al 15 settembre 1943)
- 33º Reggimento fanteria "Livorno"
- 34º Reggimento fanteria "Livorno"
- 28º Rgt. artiglieria "Monviso"
- XCV Btg. CC. NN.
- IVº Gr. motorizzato tricicli
- IVº Btg. mortai da 81
- IVº Btg.  semoventi controcarro da 47/32 (fanteria carrista)
- IVº Btg. Genio
  - 20a Cp. Genio artieri
  - 4a Cp. mista telegrafisti/marconisti
  - 7a Cp. chimica
  - 4a Cp addestramento e radio
  - 15a Cp. fotoelettricisti
- XIº Btg. Genio guastatori
- 12a Sez. Sanità
  - 13a Unità 		chirurgica
- 68a Sez. Sanità
  - 20º Ospedale da campo
  - 22º Ospedale da campo
  - 63º Ospedale da campo
  - 122º Ospedale da campo
- 8a Sez. Sussistenza
- 4a Autosezione
- 56a Sez. panettieri
- 10a Sez. CC.RR.
- 11a Sez. CC.RR.

## Comandanti
Comandanti (1939-1943)
- Gen. D. Antero Leonardo Canale (24 maggio - 28 novembre 1939)
- Gen. D. Benvenuto Gioda (15 dicembre 1939 - 31 ottobre 1941)
- Gen. D. Domenico Chirieleison (1º novembre 1941 - 9 settembre 1943)